# Jésus devant Pilate
Jésus devant Pilate è un cortometraggio del 1903 diretto da Lucien Nonguet e Ferdinand Zecca. Quindicesimo episodio del film La Vie et la Passion de Jésus-Christ (1903), che è composto da 27 episodi.

## Trama
Un ladro di nome Barabba e Gesù vengono portati davanti a Pilato che dice Cristo innocente. La gente dice "Crocifiggilo e liberaci Barabba!".